# Big Jim
Big Jim ist eine Action-Figur, die von Mattel ursprünglich für den nordamerikanischen Markt produziert wurde und noch heute ein beliebtes Sammler-Objekt ist. In Europa erschien die Figur anfangs unter dem Namen „Mark Strong“, da der Spielwarenhersteller Ernst A. Bettag aus Fürth den Namen „Big“ („Big-Bobby-Car“) für sich geschützt hatte. Die Unternehmen einigten sich, und bis zum Produktionsende der Big-Jim-Figuren war ein Hinweis auf die geschützten Rechte (BIG ist ein eingetragenes Warenzeichen der Firma BIG Spielwarenfabrik Dipl.-Ing. Ernst A. Bettag) auf allen Verpackungen vermerkt.

## Hintergründe
1964 entwickelte das Unternehmen Hasbro ein neues Spielzeug für Jungen: G.I. Joe. Kurz danach erschienen andere Action-Figuren, wie zum Beispiel Stony Smith, Captain Action, MARX’s Johnny West Gang, Action Jackson. Die Mattel-Gründer Elliot und Ruth Handler wollten in dieser Spielzeug-Kategorie natürlich auch ihre Ideen verwirklichen. Sie brachten 1967 Major Matt Mason, Mattels Mann im Weltraum, auf den Markt. Mit dieser Figur hatte Mattel einen Charakter geschaffen, der ins aktuelle Zeitgeschehen (bemannte Raumfahrt und erste Mondlandung) passte. Matt Mason bestand aus einem aus Gummi geformten Körper, in dem sich ein Skelett aus biegsamem Draht befand. Diese Serie wurde schon bald nach der ersten Mondlandung der Amerikaner eingestellt.

## Entstehung
1970 startete Mattel erneut einen Versuch, den großen Action-Figuren-Markt zu erobern. Mattels Designer Steve Lewis und sein Team stellten unter Berücksichtigung bereits existierender Mattel-Produkte neue Überlegungen an. Da gab es zum Beispiel die männliche Puppe namens Ken aus der populären Barbie-Serie. Jurgis Sapkus, ein Mitglied des Designerteams, arbeitete gerade an einem Mechanismus, der erlauben sollte, die Bizeps einer Figur anschwellen zu lassen, wenn der Unterarm hochgebogen wurde. Die Entwickler waren sich sicher, dass diese männlichere Variante von Ken Jungs und Mädchen gleichermaßen ansprechen würde. Der Armmechanismus wurde deshalb von Sapkus und anderen Teammitgliedern eindrucksvoll perfektioniert. Die Figur hatte eine Größe von 24 cm und verfügte über einen Druckknopf auf dem Rücken, mit welchem der rechte Arm in Bewegung versetzt werden konnte. Dadurch wurde das Zerschlagen eines Brettes, Ball werfen oder Karate simuliert. Die Arme bestanden aus Gummi und beinhalteten einen Kunststoffmechanismus, um das Anspannen des Bizeps zu simulieren: Big Jim war  geboren.

## Weiterentwicklung
Die erste Version der Figuren war mit flachen Händen aus hartem Kunststoff ausgestattet. Ab zirka 1977 wurden die Figuren mit weichen „Greifhänden“ ausgestattet, was den „Gebrauch“ von Waffen und Werkzeug noch realistischer machte.
Ebenso wurden Figuren in den verschiedenen Big-Jim-Themen hergestellt, deren linker Arm um 360° gedreht werden konnte und dadurch das Gesicht wechseln ließ: „Captain Drake“ mit im Dunkeln leuchtendem Totenkopf, „Double Trouble“ mit grimmig-verzerrtem Gesicht, „Big Jim 004“ mit drei oder sechs verschiedenen, auswechselbaren Masken und „Zorak“ mit grüner Fratze (bei der ersten Version von „Zorak“ wechselte das Gesicht durch Druck auf den Rücken). Bei „Torpedo Fist“ und „Boris“ schnellte bei Druck auf den Rückenknopf eine geballte Faust und bei „Captain Hook“ ein silberner Haken aus dem rechten Arm. Des Weiteren gab es eine „Captain-Flint“-Figur, die eine sehr große Ähnlichkeit mit dem Schauspieler Kabir Bedi aus der Fernsehserie Sandokan – Der Tiger von Malaysia (Sandokan, 1976) hatte. In einigen Ländern erschien diese Figur auch unter diesem Namen. Hier konnte man die rechte Hand herausziehen und in eine Vorrichtung eine kleine Platzpatrone einlegen. Durch Zurückziehen eines Bolzens im Arm wurde dieser gespannt. Drückte man auf den Rücken, schoss der Arm hoch, ließ den Bolzen nach vorne schnellen und die Patrone wie einen „echten“ Schuss knallen. In Deutschland waren die Karl-May-Figuren erfolgreich, obwohl sie wenig Ähnlichkeit mit den Schauspielern aus der beliebten Filmreihe hatten, sondern eher dem Original aus den Büchern entsprachen. Neben einer Winnetou- und Old-Shatterhand-Figur gab es noch drei weitere Westernhelden in dieser Reihe, Bekleidungs- und Spielsets, sowie die einzige Frau in der kompletten Big-Jim-Produktion, „Nscho-Tschi“, Winnetous Schwester. Viele der bereits modellierten Köpfe der Big-Jim-Figuren wurden in den verschiedenen Themen lediglich leicht abgewandelt, zum Beispiel mit Bart versehen, erhielten eine andere Haarfarbe oder Ausstattung und wurden dann als „neue“ Figur unter anderem Namen angeboten.

## Weitere Produktionen und seltene Figuren
Zu den Olympischen Spielen 1976 wurden für die USA, Kanada und Australien Figuren produziert, die einen Slip in den Farben der jeweiligen Landesflagge trugen oder eine landesspezifische Goldmedaille als Zubehör hatten und das entsprechende Land bei den Spielen repräsentieren sollten. Hierzu gab es außerdem Olympia-Spiele-Sets. Für Italien wurde Anfang der achtziger Jahre eine Captain-Future-Figur und in Frankreich eine Rahan-Figur hergestellt. Diese Figuren, sowie Tarzan, eine „Big-Jeff“-Figur mit dunklen Haaren im Set mit schwarzem Panter bzw. Gorilla, sind sehr selten. 1978 kamen die Hauptdarsteller „Grizzly Adams“ und „Nakoma“ der Fernsehserie Der Mann in den Bergen, sowie „Zeb Macanahan“ und „Lone Wolf“ aus der Fernsehserie Durch die Hölle nach Westen (How the West Was Won, 1976–1979) als Big-Jim-Figuren auf den Markt. In Mexiko wurde die Big-Jim-Linie unter dem Namen „Kid Acero“ mit der Lizenz von Mattel durch das Unternehmen Cipsa hergestellt. Hier entstanden auch einige seltene Figuren, die nur in Südamerika erhältlich waren: unter anderem „Kid Acero Basic“, „Kid Acero Brazo Bala“, „Kid Acero Lanza Atomos“, „Kid Acero Lanza Proyectiles“, „Karzak“ (wie „Big Josh“ mit Adler-Figur), „Nocton“, eine im Dunkeln leuchtende Alienfigur, „Zorak“ (wie „Zorak“ aber mit leuchtendem Totenkopf-Gesicht, anstelle des grünen Gesichts), „Garfio“ mit Hakenhand, „Dr. Drago“ (wie „Dr. Steel“), „El incredible Hombre Bionico“ mit einem oder zwei durchsichtigen Armen, oder „Hombre Invisible“, mit „Big-Jim“-Kopf oder „Big-Jeff“-Kopf, dessen kompletter Körper und der Kopf durchsichtig ist und einen zusätzlichen Kopf zum Austauschen hat. Das Unternehmen Aurimat übernahm in den achtziger Jahren die weitere Produktion für Mexiko und brachte eine Big-Jim-James-Bond-Linie heraus, die allerdings nach kurzer Zeit aus lizenzrechtlichen Gründen wieder eingestellt wurde. Durch den spanischen Lizenznehmer Congost erschienen ebenfalls Big-Jim-Figuren in den verschiedenen Themen, lediglich mit anderen Namen. Zur Fußballweltmeisterschaft produzierte Congost einen Big Jim „Seleccion Mundial“ im Fußball-Outfit, dessen rechtes Bein durch Druck auf den Rücken nach vorne schnellte und einen Fußball schießen konnte.
Die bei Sammlern am meisten gesuchte und begehrteste Figur ist „Iron Jaw“ (Klappmaul). Der Kopf hat einen stahlfarbenen, klappbaren Unterkiefer und sein linker Arm besteht aus einer beweglichen Prothese, an der verschiedene „Werkzeuge“ (u. a. Beil, Haken, Messer) befestigt werden können. Von dieser Figur aus der Agentenserie sind nur Prototypen entstanden, die in einem Werbeprospekt abgebildet sind; diese außergewöhnliche Figur ging jedoch nie in die Serienproduktion. Inzwischen tauchen immer wieder Fälschungen der Figur in einem bekannten Internetauktionshaus auf.

## Comic-Adaptation
Mit der Einführung der Action-Figur Big Jim 1972 in Europa unter dem Namen „Mark Strong“ wurde zu Werbezwecken in Deutschland die Comic-Heft-Reihe Mark Strong – Der Mann von M.A.T.T. herausgebracht – erschienen im Moewig-Verlag zwischen 1972 und 1973 zum damaligen Neu-Preis je Ausgabe von 1,- DM.
Die Hauptfigur der Comics, Mark Strong, war Spezialagent der Organisation M.A.T.T.E.L. (Abkürzung für Meister-Agenten Top Team, Europa-Leitstelle) und kämpfte gegen internationale Verbrecherorganisationen wie I.C.E. (International Crime Enterprises). Das Hauptquartier von M.A.T.T.E.L. war ein als Spielzeuggeschäft getarntes Haus irgendwo in London. Damit wurde dem jugendlichen Leser geschickt suggeriert, dass die erhältliche Action-Puppe von MATTEL womöglich das Produkt einer Geheimorganisation war und der Spielzeugladen, der diese Puppe zum Verkauf anbot, vielleicht eine deutsche Außenstelle der Meister-Agenten sein könnte.
Die Agenten-Serie um Mark Strong war in Farbe und realistisch gezeichnet. Sämtliche Cover stammten von dem Zeichner Klaus Dill. Folgende Bände mit jeweils 32 Seiten sind in Deutschland erschienen:
1. Im Netz der Organisation
2. Eine Sekunde bis zur Ewigkeit
3. Der 45 Millionen-Coup
4. Die Gefangenen des Vulkans
5. Atomalarm
6. Tote leben länger
7. Das Geheimnis des Goldenen Buddha
8. Heißer Stahl und tödliches Eis
9. So einfach ist das Sterben nicht

## Basisfiguren
In folgender Reihenfolge erschienen die Figuren der Big Jim Reihe in den USA:
- 1972 Big Jim  – Bodybuilder-Typ, braune Haare, braune Augen. Zubehör: Ball, Bizeps-Manschette, Hantel, zweiteiliges „Holzbrett“ zum zerschlagen, kurze, rote Shorts mit weißen Streifen
- 1972 Big Jack – Afro-Amerikaner, schwarze Haare. Zubehör: Ball, Bizeps-Manschette, Hantel, zweiteiliges „Holzbrett“ zum zerschlagen, kurze, rote Shorts mit weißen Streifen
- 1973 Big Josh – bärtiger Holzfäller, rötlich-braune Haare, blaue Augen, (gleicher Kopf wie Big Jim). Zubehör: Axt, zweiteiliger „Baumstamm“ zum zerschlagen, Jeansweste und Jeans-Shorts, Stiefel
- 1973 Big Jim  – mit Bergsteiger-Ausrüstung und „sprechendem“ Rucksack
- 1973 Big Josh  – mit Bergsteiger-Ausrüstung und „sprechendem“ Rucksack
- 1974 Big Jeff – sonnengebräunter Surfboy, blonde Haare, blaue Augen. Zubehör: Buschmesser mit Halfter, zweiteiliger „Bambusast“ zum zerschlagen, beige Shorts, Hut und Stiefel
- 1975 Dr. Steel – mit Glatze, verzerrtem Narbengesicht, Brust-Tattoo und einer „Stahl“-Hand. Zubehör: zweiteilige „Eisenstange“ zum zerschlagen, schwarze 3/4-Hose mit Fransen
- 1975 Chief Tankua – Indianer-Freund. Zubehör: Pfeil und Bogen (gleiche Figur wie Warpath), lange Jeanshose, Stiefel, Hut und „Leder“-Weste

## Big Jim Themen und dazugehörige Figuren

### P.A.C.K.
- The Whip', mit Boomerangs und Peitsche
- Big Jim Blue Commander, mit „Communicater“
- Big Jim Gold Commander, mit „Communicater“
- Zorak, mit wechselndem Gesicht zur grünen Fratze
- Dr. Steel oder Dr. Drago oder Dr. Acero, mit „Eisenstange“
- Big Jim Double Trouble, mit wechselndem Gesicht
- Torpedo Fist, mit herausschnellender Faust
- Warpath, mit Pfeil und Bogen

### Karl May / Wild West
- Winnetou oder Geronimo
- Old Shatterhand oder Dakota Joe
- Old Firehand oder Old Kentuck oder Kid Buffalo
- Old Surehand oder Buffalo Bill
- Bloody Fox oder Bisonte Nero
- Nscho-tschi oder Fresca Rugiada oder India Apache (einzige Frau der Serie)

### Piraten
- Captain Drake, mit wechselndem Gesicht zum leuchtenden Totenkopf
- Captain Hook' oder Captain Uncino, mit herausschnellendem Haken
- Captain Flint oder Sandokan, mit „knallender“ Pistole

### Agenten
- Big Jim Agent 004, mit Agentenkleidung und drei oder sechs verschiedenen, auswechselbaren Masken
- Dr. Bushido, mit leuchtendem Samurai-Schwert
- Big Jim Secret Agent, mit Agenten-Ausrüstung
- Big Jim Laser Gunner, mit Lasergerät mit Geräuscheffekten (batteriebetrieben)
- Big Jim Parlant, mit „sprechendem“ Funkgerät-Rucksack
- Commando Jeff, mit schwarz-lackierter Brust und Geheimeinsatz-Ausrüstung
- Alpinist Joe, mit Bergsteiger-Ausrüstung
- Boris, mit „Stahlplatte“ am Kopf und herausschnellender Faust
- Professor Obb, mit Mantel, Hut, Koffer und Schirm
- Star Commander Space Leader, mit Weltraum-Uniform
- Captain Laser, mit rotem Brustpanzer und leuchtendem Helm (batteriebetrieben)

### Science-Fiction
- Big Jim Commander, mit Weltraumkleidung und Waffen
- Big Jim Special Agent, mit wendebarer Agentenkleidung
- Professor Obb Overload, mit Weltraumkleidung und Waffen
- Baron Fangg, mit grünem Overall, Helm und Waffen
- Dr. Alec, mit Jungle-Outfit und entsprechender Ausrüstung
- Colonel Kirk, mit weißem Wüsten-Outfit und Waffen
- Vector, mit Weltraumkleidung, Körperpanzer und Waffen
- Astros, mit Weltraumkleidung, Körperpanzer und Waffen
- Kobra, mit Wüsten-Outfit und Waffen
- Big Jim Air Ace Pilot, mit Pilotenoverall und Helm
- Big Jim Explorer, Standard-Ausführung, mit Waffen (letzte produzierte Big-Jim-Figur)

## Zubehör
Mit der Zeit erschien unterschiedliches Big-Jim-Zubehör in den verschiedenen Themen:
- Hubschrauber mit funktionierendem Scheinwerfer, Seilwinde, Löschvorrichtung und beweglichen Rotorblättern (in verschiedenen Farben)
- Campingbus mit Boot
- Sky Commander Flugzeug (als tragbarer Koffer zum aufklappen)
- Kung Fu Studio (als tragbarer Koffer zum aufklappen)
- Jungle-Jeep mit funktionierenden Scheinwerfern und Suchscheinwerfer
- Motorräder (verschiedene Modelle)
- Pferde (verschiedenen Farben)
- Skispringerturm und Schanze (1,5 m lang)
- Sumpfboot mit beweglichem Alligator
- Gorilla-Fangvorrichtung mit beweglichem Gorilla
- Weltraumstation klein / Discoverybase
- Weltraumstation groß / Command Center bzw. Alphabase
- Rennrad
- Pro Sports Gear-Set mit verschiedenen Sport-Outfits & Zubehör
- Karate Gear-Set mit verschiedenen Outfits & Karatezubehör
- Olympia Box-Set mit zwei Vorrichtungen zum boxen und Runden-Gong
- Strand-Buggy
- Kleinbus Sealab als Meereslabor
- Geländemobil (mit Batterieantrieb)
- Gyrocopter mit Detektorrucksack
- Western-Planwagen mit Pferden
- Safari Hütte (als tragbarer Koffer zum aufklappen)
- Arktis-Abenteuer mit Schlitten und Huskies
- Fallschirm-Set mit funktionierendem Schirm
- Überwachungs-Van
- Weltraum-Mission
- Spionagezelt
- Corvette Sportwagen (mit Fernbedienung)
- Katamaran (90 cm hoch)
- Campingzelt mit Schlauchboot
- Indianer-Wigwam
- Indianer-Kanu
- Sonic Speeder
- Feuerwehrrettungswagen mit ausziehbarer Leiter
- Agentenzentrale (als tragbarer Koffer zum aufklappen)
- Geheimdienst-Hauptquartier (3-stöckig)
- Lazervette-Sportwagen mit ausfahrbarer Kanone (verschiedene Ausführungen und Farben)
- Tigerjagd mit Tiger und Käfig
- Safari-Jeep mit Nashorn und Fangeinrichtung
- Piratenboot mit „knallender Kanone“
- Golf-Cabriolet (verschiedene Farben)
- Raumfahrzeuge (Raumgleiter, Raumschiff)
- Wüstenfahrzeuge (zwei verschiedene Modelle)
- Buggy mit Anhänger und Boot
- Bergrettung mit Schäferhund
- Adler mit beweglichen Flügeln (zwei verschiedene Arten)
- Unterwasser-Abenteuer mit Riesen-Octopus
- Tiefsee-Abenteuer mit Riesenmuschel
- Baja-Beast mit abnehmbaren Heckaufsatz
- Großbus als mobile Agentenzentrale (90 cm lang)
- Rucksack mit eingebauter Sprechplatte (mit Seilzug betätigt), Texte u. a. „Ruf einen Rettungswagen“ oder „Bau die Ausrüstung auf“

und vieles mehr. In manchen Ländern wurden einzelne Sets mit einem anderen kombiniert oder enthielten zusätzlich Big-Jim-Figuren und wurden dann als Sonderedition, zum Beispiel in Kaufhausketten angeboten. Außerdem wurden in allen Produktionsjahren hunderte, verschiedene Bekleidungs- und Zubehörsets für die jeweiligen Big-Jim-Themen hergestellt, damit Big Jim und seine Freunde für jedes anstehende Abenteuer ausgerüstet waren. Viele davon sind heute sehr selten und bei Sammlern begehrt, wie Beduine, Kosake, Navy, Pirat, Mexikaner usw.

## Das Ende der Big Jim Ära
Im Jahre 1984 nahmen die Verkaufszahlen der Big-Jim-Figuren ab und der Vertrieb in Deutschland wurde eingestellt. Die Mattel-Designer wurden mit einem Minibudget beauftragt, einen Neuanfang mit Big Jim in Europa zu starten. Produktionsland war Italien. Aufgrund des geringen Budgets sahen sie sich gezwungen, auf bereits existierendes Big-Jim-Zubehör zurückzugreifen und dieses umzugestalten. Es entstanden einige neugestaltete Fahrzeuge, Fluggeräte und andere Spiele-Sets. Big Jim erhielt ein neu modelliertes, „reiferes“ Gesicht und man stellte ihm neue Mitstreiter und Gegner an die Seite. Doch nach dem großen Erfolg der Masters-of-the-Universe-Figuren, die Mattel einige Jahre zuvor auf den Markt gebracht hatte und den weiter sinkenden Umsätzen bei den Big-Jim-Figuren wurde 1986 die Produktion eingestellt.

## Big Jim als Sammlerobjekt
Noch heute gibt es Sammler von Big-Jim-Figuren auf der ganzen Welt. In den diversen Online-Auktionshäusern werden Big-Jim-Figuren und Spiele-Sets angeboten und zum Teil hoch gehandelt. Besonders begehrt sind die Figuren MIB (Mint in Box), noch nie geöffnete Originalpackungen. In Europa gibt es mehrere private Big-Jim-Websites, in denen die einzelnen Sammler ihre Big-Jim-Kollektionen und ihre umgestalteten Custom-Figuren vorstellen. In den entsprechenden Foren gibt es Tauschbörsen und es werden Ideen zum Umgestalten der Figuren veröffentlicht.
Der französische Verlag Dixieme Planete brachte 2007 ein Magazin mit dem Titel Big Jim Hors-Serie No. 9 heraus, in dem die Entstehungsgeschichte von Big Jim beschrieben ist, mit vielen Bildern der einzelnen Figuren und Spiele-Sets, sowie dem Vergleich zu anderen Action-Figuren aus dieser Zeit.